# Goff
Goff – miasto w Stanach Zjednoczonych, w stanie Kansas, w hrabstwie Nemaha.